# 不知之不知
「不知之不知」（英語：Unknown unknown）是前美國國防部長拉姆斯菲爾德在2002年2月回應記者提問時的名言。其意思是“只有已知的知識”。

## 背景
2002年，美國以伊拉克政府擁有大殺傷力武器，並支援恐怖份子為由打算與其開戰。同年2月12日，時任國防部部長拉姆斯菲爾德被問及有關的證據時，他解釋：
|  | 據我們所知，有‘已知的已知’，有些事，我們知道我們知道；我們也知道，有 ‘已知的未知’，也就是說，有些事，我們現在知道我們不知道。但是，同樣存在‘未知的未知’——有些事，我們不知道我們不知道。 |

拉姆斯菲爾德看似不明所以的言論遭到部份人的非議，英國簡明英語組織（Plain English Campaign）在翌年就向他頒發笨嘴笨舌獎（Foot in Mouth Award）以「表揚」其含意不清的言論。
意大利經濟學家Salvatore Modica和Aldo Rustichini認爲：「他不是不知道，而是知道自己不知道......也就是說，他的意識內是知道此事的」；哲學家斯拉沃熱·齊澤克把拉姆斯菲爾德的言論歸類為「不知道的知道」，即故意拒絕承認知道事情。他推論：
|  | 如果拉姆斯菲爾德認為主要的危機是來自對攻打伊拉克的未知之數，那就是說我們不能否定薩達姆的威脅﹔而從阿布格萊布監獄的醜聞來看，主要的危險就在於“未知的已知”。 |

不過，並非所有人也認為拉姆斯菲爾德的話存在問題。英國愛丁堡大學語言學教授溥哲夫（Geoffrey Pullum）發表文章，稱拉姆斯菲爾德的表述「簡易直接」，「不論在語法、語義、邏輯上和修辭上來說是無可挑剔的」。加拿大的專欄作家Mark Steyn表示拉姆斯菲爾德「出色地表達出複雜的內容」。經濟學家約翰·奎金（John Quiggin）也認為拉姆斯菲爾德的表述有效而謹慎。

## 歷史
「不知之不知」雖成名於拉姆斯菲爾德口中，但這話早已流行於美國。1969年，財富雜誌就刊登了一篇名為'Unk-Unk'的文章來介紹航空航天公司洛歇公司的「不知之不知論」。1984年，美國的一份軍事文件也引用此用語：
|  | 關於克勞塞維茲提出過的不確定論和機會論，我還想再作補充—那就是指揮官不知道的不知道﹕在練兵時，將士們按照規則行事，因此並沒有「不公平」的事會出現。然而，到真正的戰爭時，一切都不會循規蹈矩的，不公平的事隨時而來，因此我敦促時把不知的不知這「不公平」的事引入練兵環節中。 |

2005年，這句話又再被引用：
|  | 美國宇航局的太空探索會通過可靠性和風險管理來遏制人為錯誤……一般來說，每一個任務都可區分為三種可能的風險:a)一個已知的已知的方法、b)已知的未知、和c)未知的未知。 |

## 流行文化上的應用
- The Unknown Knowns （《不知道知道》）是美國小說家Jeffrey Rotter的其中一部作品。
- 動畫《乡下人》，Gin Rummy助拉姆斯菲爾德解釋不知之不知的淵源。
- 美國樂隊No Use for a Name在其歌曲《Fields of Agony》用了不知之不知作歌詞。
- 搖滾歌手Joan Jett在她的歌曲《Riddles》中提到不知之不知。

## 資料來源
1. 1 2  .   [2013-04-14]. （原始内容存档于2014-09-03）.
2. ↑  原文為"...because as we know, there are known knowns; there are things we know we know. We also know there are known unknowns; that is to say we know there are some things we do not know. But there are also unknown unknowns – the ones we don't know we don't know."
3. ↑  Awareness and partitional information structures[永久]
4. ↑  .   [2013-04-14]. （原始内容存档于2022-05-15）.
5. ↑  .   [2013-04-14]. （原始内容存档于2021-07-25）.
6. ↑  .   [2013-04-14]. （原始内容存档于2022-01-24）.
7. ↑  .   [2013-04-14]. （原始内容存档于2011-01-28）.
8. ↑  .   [2013-04-14]. （原始内容存档于2012-06-10）.
9. ↑  .   [2013-04-14]. （原始内容存档于2013-02-25）.
10. ↑  .   [2013-04-14]. （原始内容存档于2022-01-19）.

## 外部連結
- Transcript of Defense Department Briefing, February 12, 2002 （页面存档备份，存于）

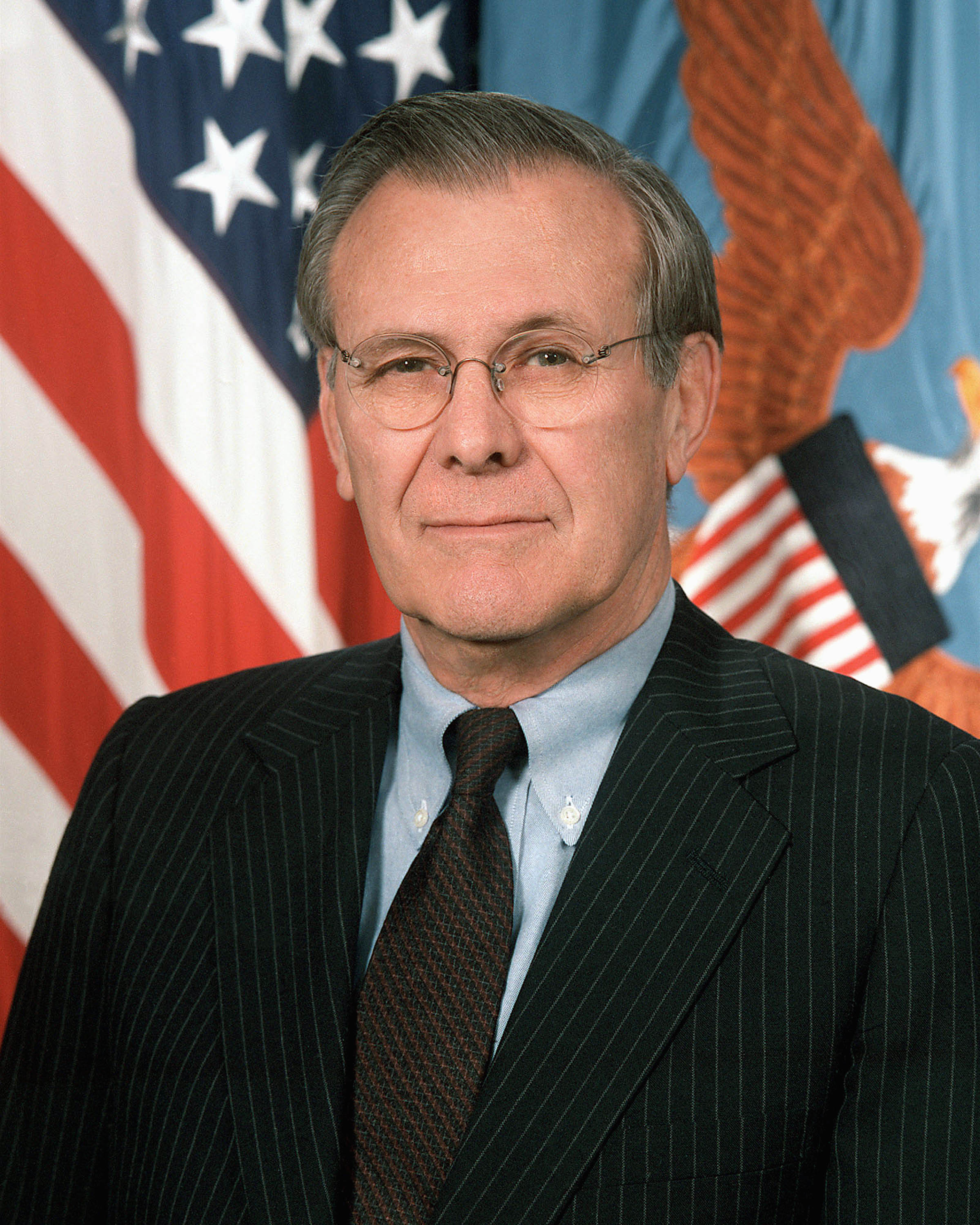
拉姆斯菲爾德稱「我們不知道我們不知道」的言論被命為「不知之不知」

- Video of "Unknown unknown" talk on YouTube （页面存档备份，存于）
- The Anosognosic’s Dilemma: Something’s Wrong but You’ll Never Know What It Is （页面存档备份，存于）